# Gle Uteuen Batee
Gle Uteuen Batee är en kulle i Indonesien.   Den ligger i provinsen Aceh, i den västra delen av landet, 1 800 km nordväst om huvudstaden Jakarta. Toppen på Gle Uteuen Batee är 136 meter över havet.
Terrängen runt Gle Uteuen Batee är platt åt nordost, men åt sydväst är den kuperad. Havet är nära Gle Uteuen Batee åt nordost.Runt Gle Uteuen Batee är det ganska glesbefolkat, med 47 invånare per kvadratkilometer. Omgivningarna runt Gle Uteuen Batee är en mosaik av jordbruksmark och naturlig växtlighet.